# Centaurea pumilio
Centaurea pumilio, deutsch auch Zwerg-Flockenblume genannt, ist eine Pflanzenart aus der Gattung Centaurea und der Familie der Korbblütler (Asteraceae).

## Merkmale

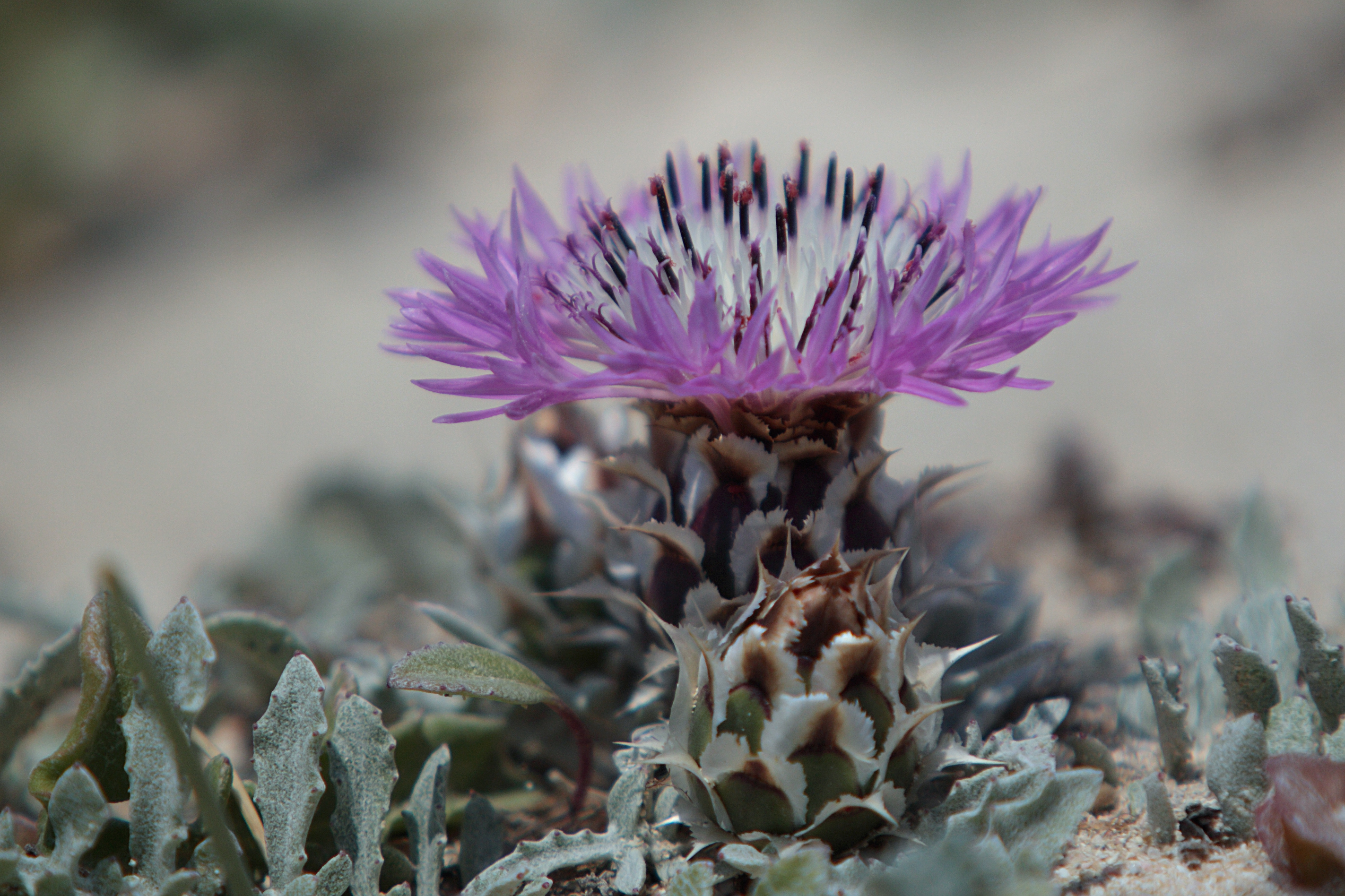
Blütenkorb

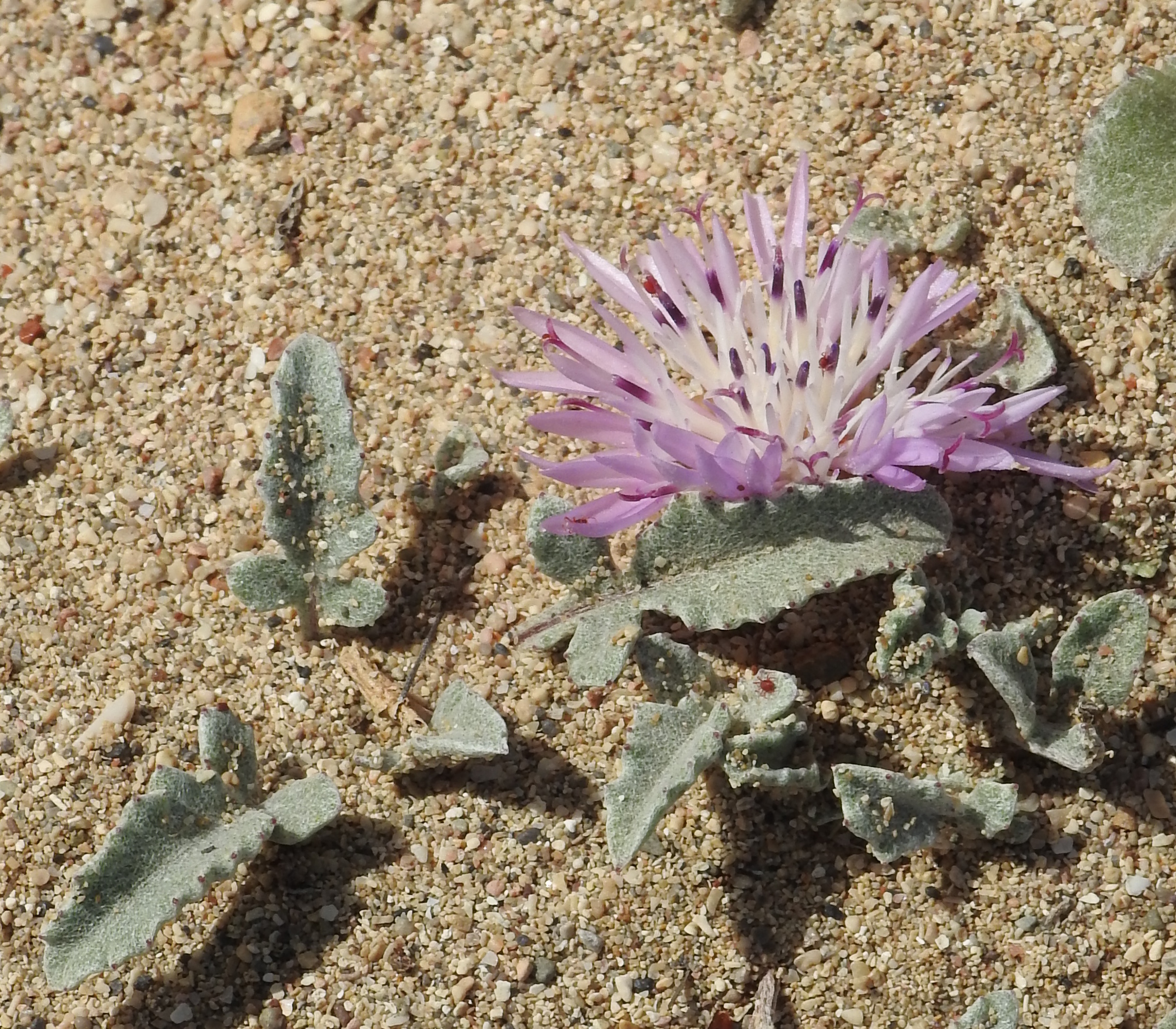
Zwerg-Flockenblume (Centaurea pumilio)

Centaurea pumilio ist ein ausdauernder Rosetten-Hemikryptophyt, der Wuchshöhen von 3 bis 5, selten bis 20 Zentimeter erreicht. Die Blätter sind grau spinnwebig behaart und leierförmig fiederspaltig mit mehr als 6 Seitenlappen. Sie besitzen mehr als 6 Seitenfiedern. Der Enddorn der Anhängsel der Hüllblätter hat eine Länge von 5 bis 9 Millimetern. Die Blüten sind purpurn. Der Pappus ist weißlich. Seine Außenhaare sind rau, die innerste Reihe besteht aus lineal-lanzettlichen, papillösen Schuppen.
Die Blütezeit reicht von März bis August.

## Vorkommen
Centaurea pumilio kommt im östlichen Mittelmeerraum vor, in Italien, Libyen, Ägypten, Griechenland, Kreta und Israel. Die Art wächst auf Sandküsten (am Meer).

## Belege
1. ↑   Peter Schönfelder, Ingrid Schönfelder: Die neue Kosmos-Mittelmeerflora. Franckh-Kosmos-Verlag Stuttgart 2008. ISBN 978-3-440-10742-3. S. 104.
2. 1 2 3 4  Ralf Jahn, Peter Schönfelder: Exkursionsflora für Kreta. Mit Beiträgen von Alfred Mayer und Martin Scheuerer. Eugen Ulmer, Stuttgart (Hohenheim) 1995, ISBN 3-8001-3478-0, S. 328.
3. ↑  Werner Greuter (2006+): Compositae (pro parte majore). – In: W. Greuter & E. von Raab-Straube (Hrsg.): Compositae. Euro+Med Plantbase - the information resource for Euro-Mediterranean plant diversity. Datenblatt Centaurea pumilio In: Euro+Med Plantbase - the information resource for Euro-Mediterranean plant diversity.